# Idioma chané
El chané es una lengua indígena actualmente extinta y hablada hasta el siglo XVIII en Argentina y Bolivia, que pertenecía la familia arawak, en la actualidad los modernos chanés hablan lenguas tupí-guaranís y español.

## Clasificación
Existen pocos datos sobre el chané, pero puede afirmarse que o bien era una variante dialectal del idioma terêna o una lengua arawak meridional relacionada con él.